# Baladeh
Baladeh (persiano: بلده‎) è una città dello shahrestān di Nur, circoscrizione di Baladeh, nella provincia del Mazandaran in Iran. Aveva, nel 2006, una popolazione di 1.134 abitanti. Si trova a sud di Nur, sui monti Elburz. Sulla cima di una collina ci sono i resti di un'antica fortezza.

## Note

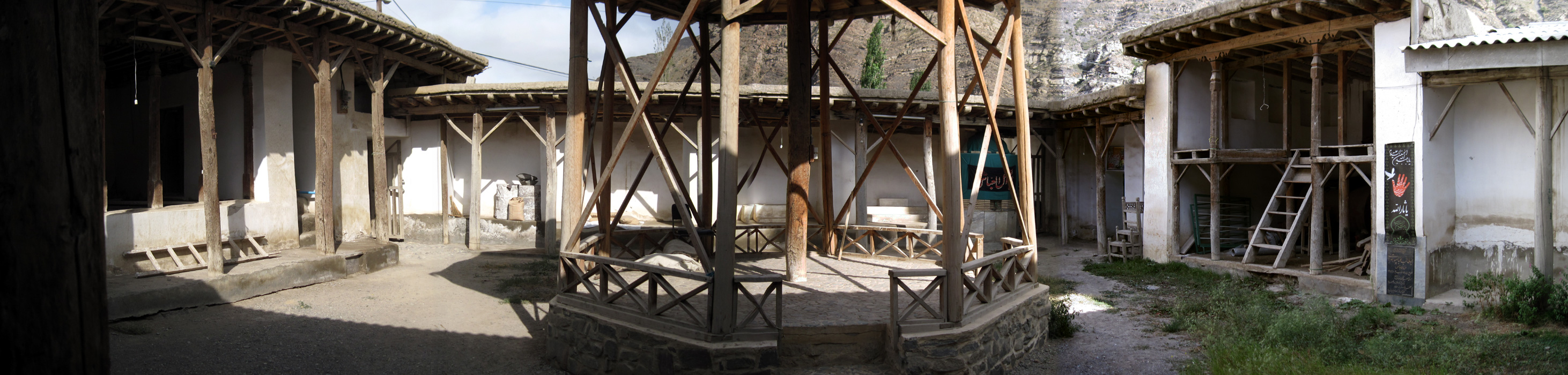
Antico tekie (takyakhana), luogo di congregazione cerimoniale per le celebrazioni delle ricorrenze di Muharram